# Forsskålsgatan

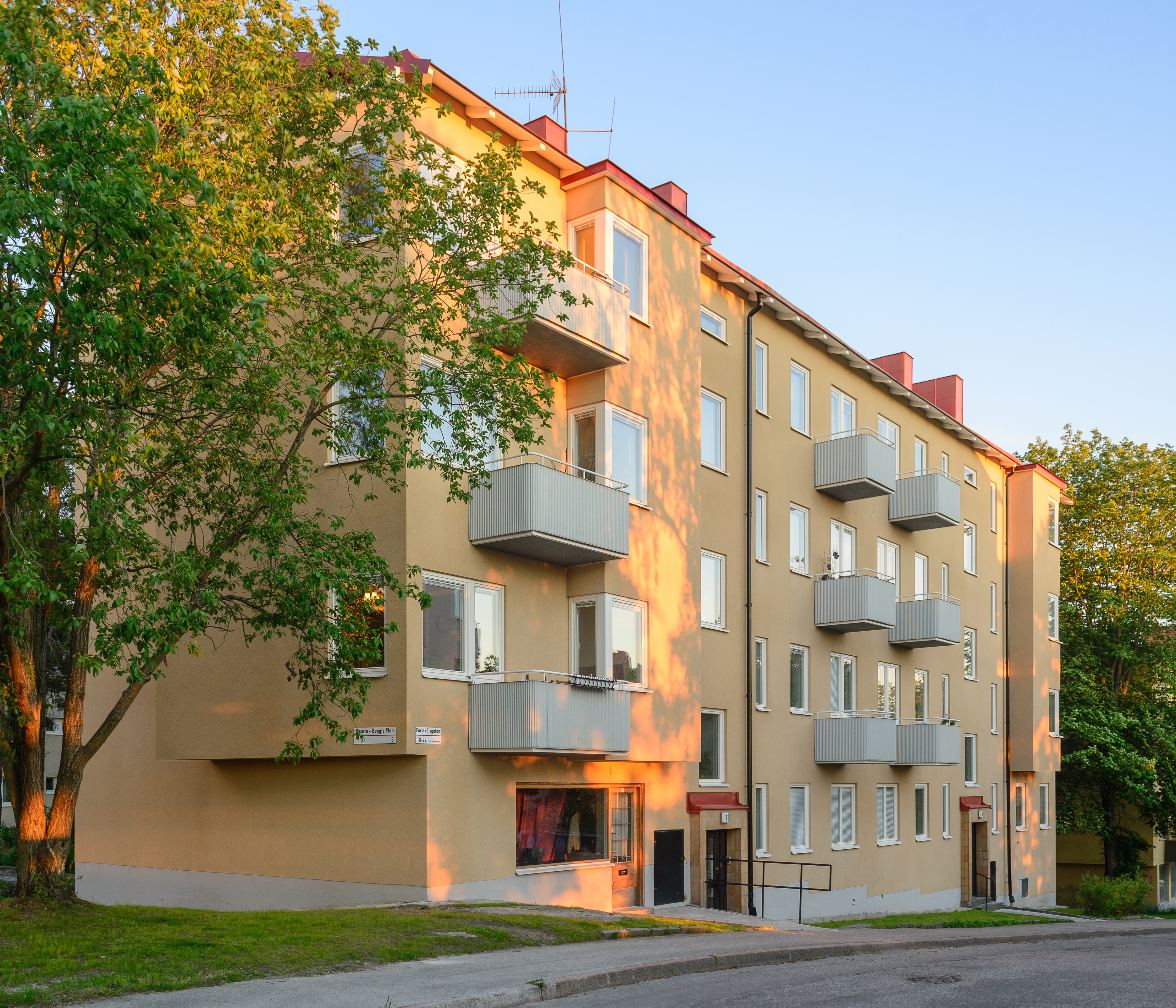
Forsskålsgatan.

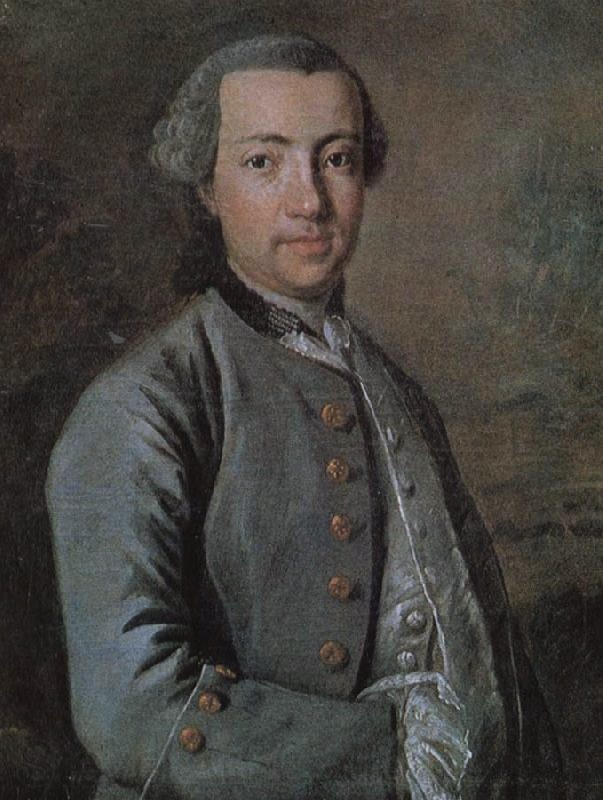
Porträtt av Peter Forsskål.

Forsskålsgatan är en gata i Hammarbyhöjden i sydöstra Stockholm. Gatan är en smalhusstadsliknande väg med tidstypiska 1930-tals hus och har postorten Johanneshov.
Gatan fick sitt namn 1932 efter finlandssvensken, naturforskaren, orientalisten och filosofen Peter Forsskål. 